# Incredulidad de Tomás

La incredulidad de santo Tomás de Caravaggio

La incredulidad de Tomás es el episodio del Evangelio de Juan donde el apóstol Tomás niega la Resurrección de Cristo, mientras no vea y toque personalmente las heridas infligidas a Jesús en la Cruz. En el arte, el episodio se ha representado con frecuencia, al menos desde el siglo V, reflejando diversas interpretaciones teológicas. A este episodio se le conoce también con el nombre de La duda de Tomás, si bien la palabra duda no refleja de forma tan precisa la historia como la de incredulidad.

## El relato evangélico

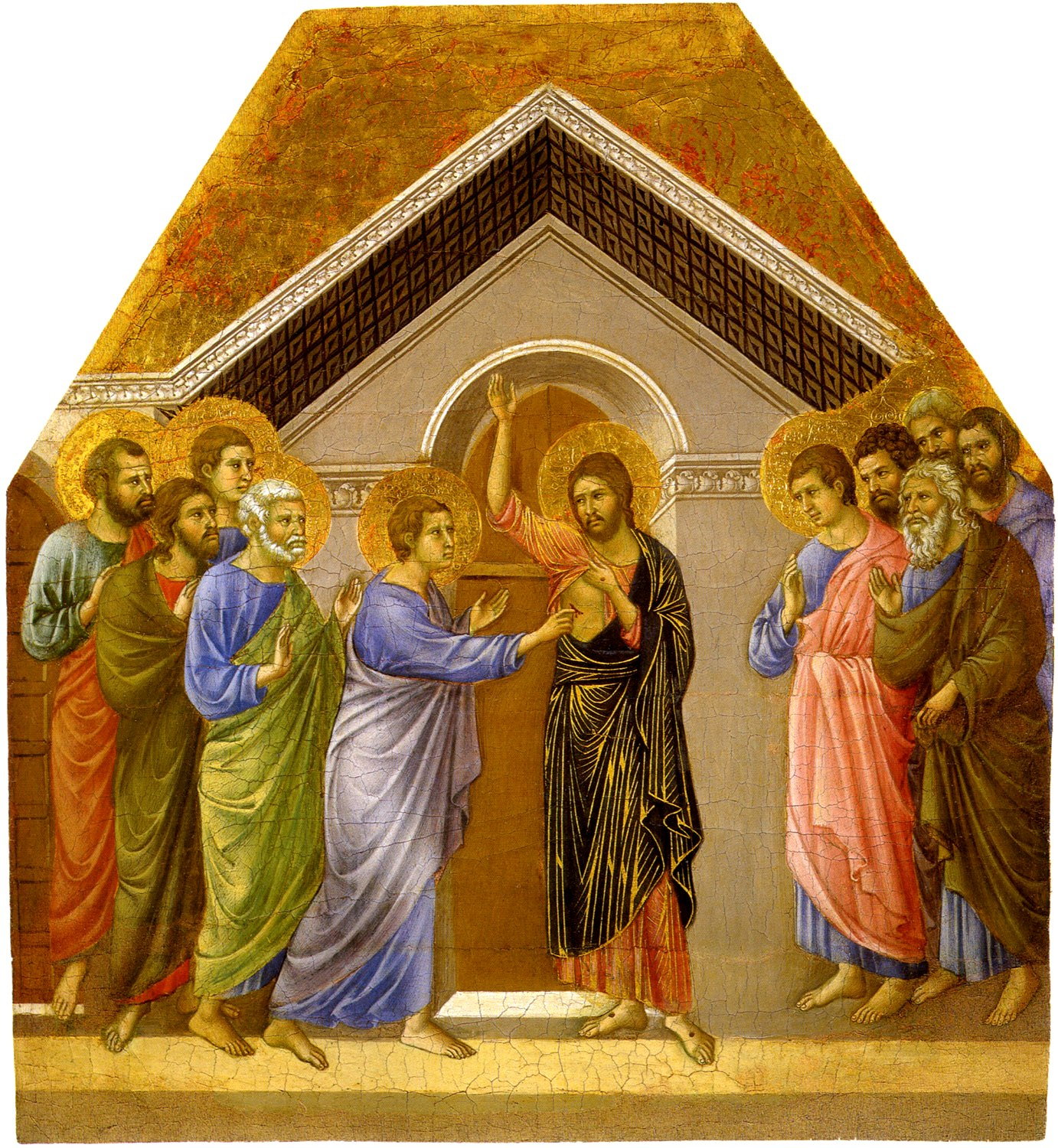
Duccio, panel de su retablo Maestà, Museo dell'Opera Metropolitana del Duomo, Siena

El episodio se narra solamente en el Evangelio de Juan, pero no en los tres Evangelios sinópticos.
El texto de Juan 20:24–29 según la versión Reina-Valera es:
24 Empero Tomás, uno de los doce, que se dice el Dídimo, no estaba con ellos cuando Jesús vino.
25 Dijéronle pues los otros discípulos: Al Señor hemos visto. Y él les dijo: Si no viere en sus manos la señal de los clavos, y metiere mi dedo en el lugar de los clavos, y metiere mi mano en su costado, no creeré.
26 Y ocho días después, estaban otra vez sus discípulos dentro, y con ellos Tomás. Vino Jesús, las puertas cerradas, y púsose en medio, y dijo: Paz a vosotros.
27 Luego dice a Tomás: Mete tu dedo aquí, y ve mis manos: y alarga acá tu mano, y métela en mi costado: y no seas incrédulo, sino fiel.
28 Entonces Tomás respondió, y díjole: ¡Señor mío, y Dios mío!
29 Dícele Jesús: Porque me has visto, Tomás, creíste: bienaventurados los que no vieron y creyeron.
Algunos comentaristas observan que Juan evita decir si Tomás realmente hincó su mano en el costado. Antes de la Reforma protestante, la creencia general, reflejada en las representaciones artísticas, era que lo había hecho, y eso siguen afirmando la mayoría de los escritores católicos, mientras que los escritores protestantes, generalmente, piensan lo contrario.
Independientemente de si Tomás llegó a tocar ─además de ver─ la evidencia física de la resurrección de Jesús, la interpretación católica es que, aunque Jesús afirmara la superioridad de los que tienen fe sin evidencia física, estaba dispuesto a mostrar sus heridas a Tomás y a dejar que las tocase. Esto fue utilizado por los teólogos como estímulo bíblico del uso de experiencias físicas como peregrinaciones, veneración de reliquias y ceremonias para reforzar las creencias cristianas.
Los teólogos protestantes subrayaron la defensa que hace Jesús de la fe expresada en el lema Sola fide, aunque el anglicano Thomas Hartwell Horne, en su conocida obra Introduction to the Critical Study and Knowledge of the Holy Scriptures (1818), aprueba la incredulidad de Tomás ─que de alguna forma amplia también a los otros apóstoles─, considerándola evidencia tanto de la veracidad de los evangelios, ya que resulta poco probable que se trate de una invención, como de su justa sospecha de lo aparentemente imposible, que demuestra su fiabilidad como testigos. [5] En la Iglesia primitiva, los autores gnósticos insistían en que Tomás no examinó realmente a Jesús, y elaboraron sobre esto narraciones apócrifas, intentando inclinar a sus oponentes no gnósticos en dirección contraria.
La interpretación teológica se concentró en hacer de este episodio una demostración de la realidad de la resurrección, pero en épocas tan tempranas como los siglos IV y V, los escritos de los santos Juan Crisóstomo y Cirilo de Alejandría le dieron una interpretación eucarística, viéndolo como una alegoría del sacramento de la Eucaristía, interpretación que quedó como tema recurrente de debate.

## Arte

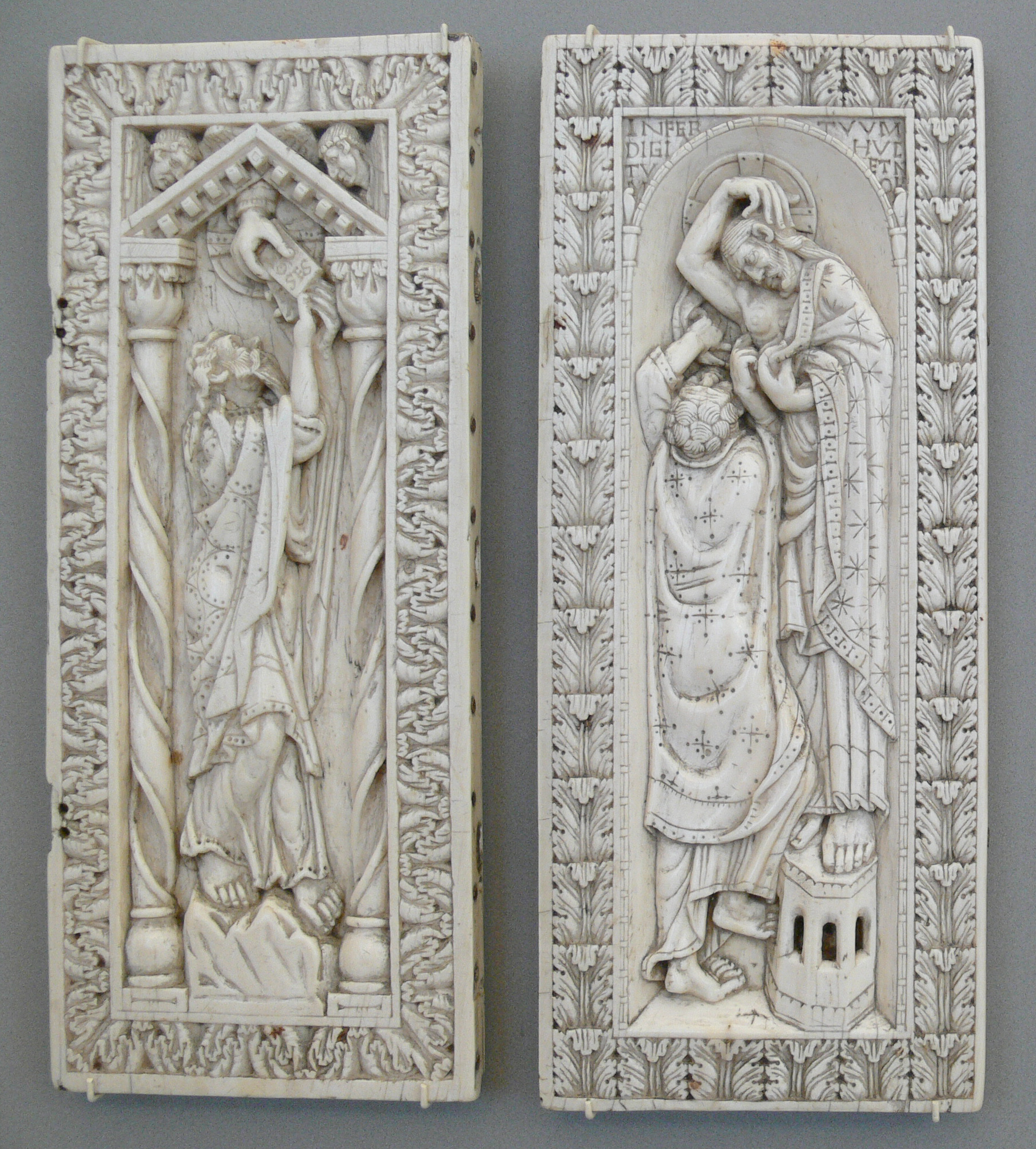
Díptico de marfil (Arte otoniano)

En arte, este tema ha sido habitual al menos desde principios del siglo VI, cuando aparece en un mosaico de la Basílica de San Apolinar el Nuevo de Ravena, y en las ampollas de Monza.  En esas representaciones, así como posteriormente en el Barroco, el tema normalmente representa el momento, en el que Tomás pone sus dedos en el costado de Jesús, se usaba para enfatizar la importancia de la experiencia física y la evidencia para el creyente, como se ha mencionado. El mosaico de Rávena introduce el motivo de Jesús levantando su mano para poner al descubierto la herida en su costado; a menudo su postura permite ver también las heridas de sus manos y en ocasiones también las de sus pies. 
La escena se usó en diferentes contextos en el arte medieval, incluyendo los iconos bizantinos. Donde había espacio se mostraban a todos los apóstoles, y algunas veces se representa cómo Tomás acepta la resurrección, arrodillado mientras Jesús le bendice. Esta iconografía no deja claro si el momento plasmado se produce tras una comprobación, pero probablemente sugiere que no la hubo, sobre todo en el arte protestante. Desde la Baja Edad Media en adelante aparecen numerosas variaciones de estas posturas (ver galería). La representación del típico contacto es con frecuencia una de las escenas que se colocan alrededor de una tabla central de Cristo crucificado, también aparece en la cruz irlandesa de  Muiredach, y es el tema de un gran relieve esculpido en el claustro de la abadía románica de Santo Domingo de Silos.  En los dípticos que muestran parejas de escenas del mismo tipo bíblico del Antiguo y el Nuevo Testamento, la incredulidad de Tomás se puede emparejar con  Jacob luchando con el ángel, pero en el siglo X, un díptico otoniano de marfil del lo empareja con Moisés recibiendo las Tablas de la Ley, comparando los dos Testamentos bíblicos y la defensa de la fe que emana tanto del mandato sagrado como de la evidencia física.

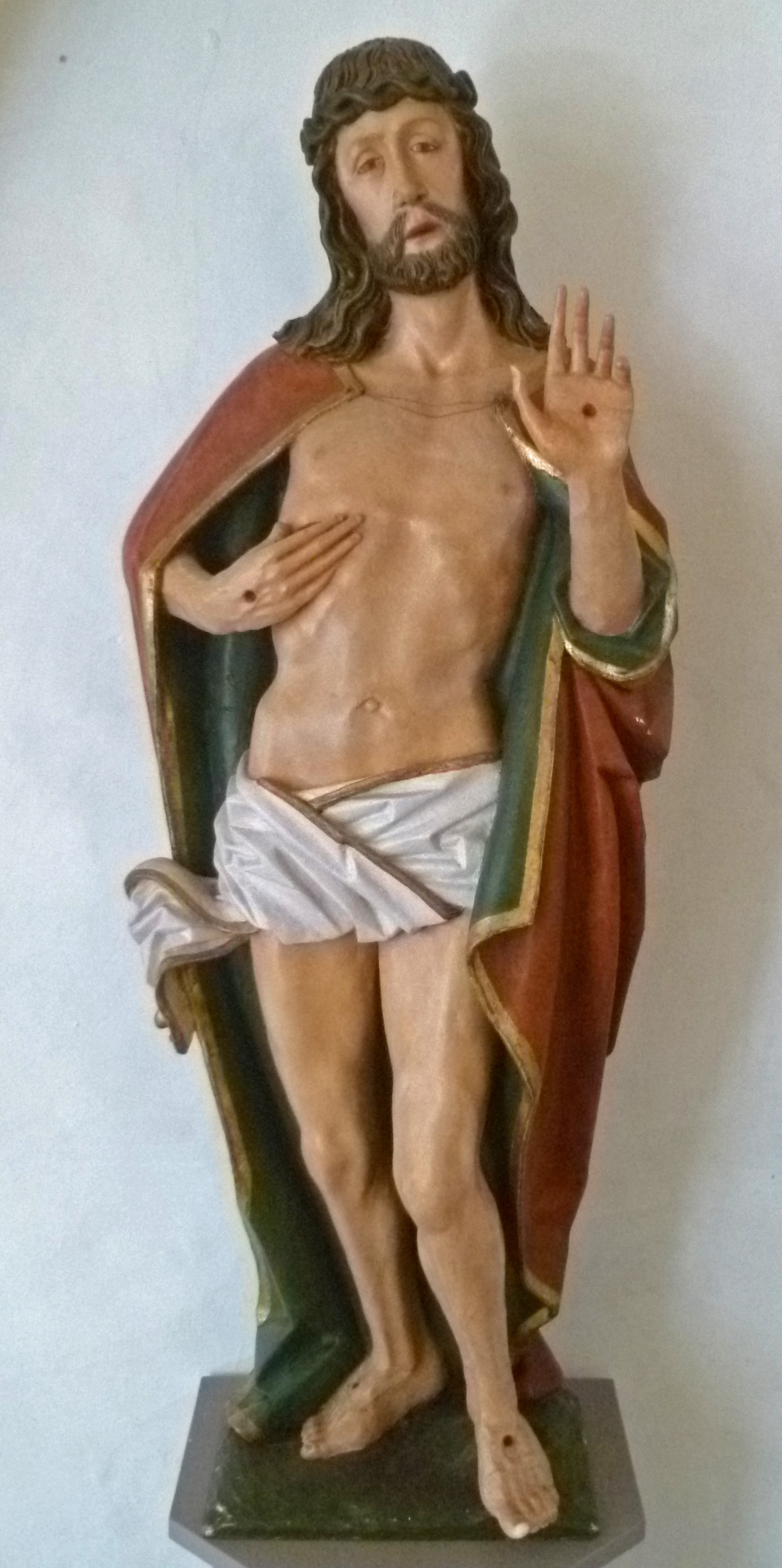
Ostentatio vulnerum, Cristo resucitado mostrando las Cinco llagas, Austria, c.1500

En la Baja Edad Media se separó a Jesús de Tomás y los discípulos, representándolo solo, con la túnica abierta por un lado para mostrar la herida del costado y las otras cuatro llagas (lo que se denomina ostentatio vulnerum), y en ocasiones colocando sus propios dedos en la herida. Esta forma llegó a ser una característica habitual de las figuras de Jesús en disposiciones como el Juicio Final (del que existe un antiguo ejemplo en la Catedral de Bamberg de alrededor de 1235), Cristo en Majestad, Cristo de las cinco llagas y Cristo con las Arma Christi, (instrumentos de la pasión); y se utilizó para recalcar el sufrimiento de Cristo y el milagro de su resurrección.
La representación más conocida del Renacimiento es la escultura de Cristo y Santo Tomás de Andrea del Verrocchio (1467–1483) para el Orsanmichele de Florencia; el tema es poco frecuente en esculturas que no forman parte de un conjunto.  Esta iglesia de gremios también albergaba tribunales comerciales, y la presentación de pruebas físicas hacía que el tema fuera especialmente relevante para la justicia, por lo que también aparece en otros muchos edificios toscanos con funciones judiciales.  La familia Medici, fuertemente involucrada en la comisión, también tuvo una asociación particular con Santo Tomás, aunque La incredulidad de Santo Tomás de Salviati parece reflejar el sentimiento contrario a los Médici de la década de 1540.
El tema conoció un resurgimiento de popularidad en el arte de la Contrarreforma como afirmación de la doctrina católica contra el rechazo protestante a las prácticas católicas que el episodio está destinado a apoyar, y la creencia protestante en la doctrina solo por la Fe.  En la interpretación católica, aunque Jesús alaba a aquellos que tienen fe sin pruebas, no pone reparos en mostrar a Tomás sus heridas o permitirle tocarlas. La incredulidad de santo Tomás de Caravaggio (c. 1601–1602) es hoy la representación más famosa ─pese a la inusual colocación de Tomás a la derecha del espectador─, pero hay muchas otras, obra sobre todo de los miembros de la escuela caravagista de Utrecht, elaboradas en un entorno protestante.  Tanto Rembrandt (Pushkin Museum) como Rubens (Pieza central del Tríptico Rockox, Museo Real de Bellas Artes de Amberes) pintaron este pasaje del evangelio.

## Galería
las siguientes obras, salvo indicación contraria, se titulan La Incredulidad de Santo Tomás o La duda de Santo Tomás.

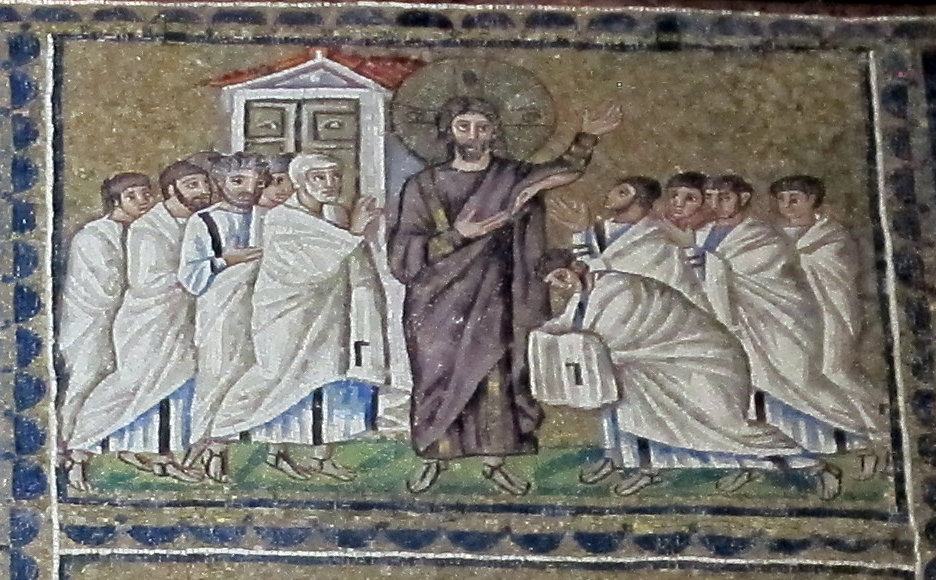
Sant'apollinare nuovo, Ravena, época de Teodorico.
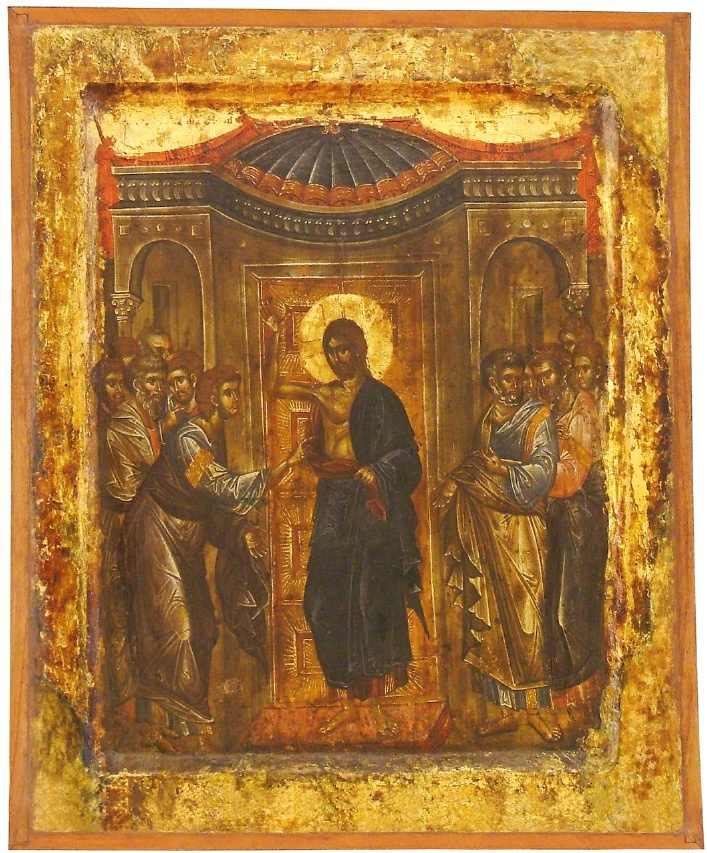
Icono de principio del siglo XIV, del Monasterio de Santa María Peribleptos, galería de iconos de Ohrid, Macedonia
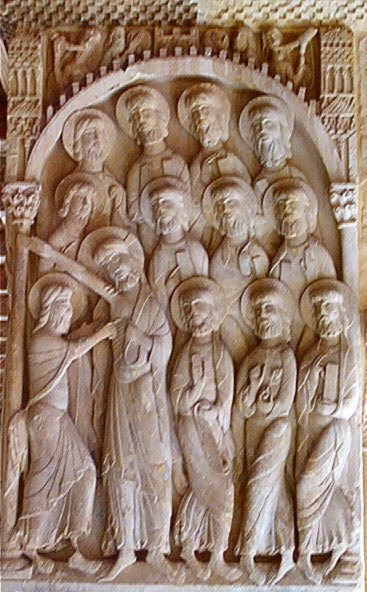
Relieve en el claustro románico del Monasterio de Santo Domingo de Silos, c. 1150
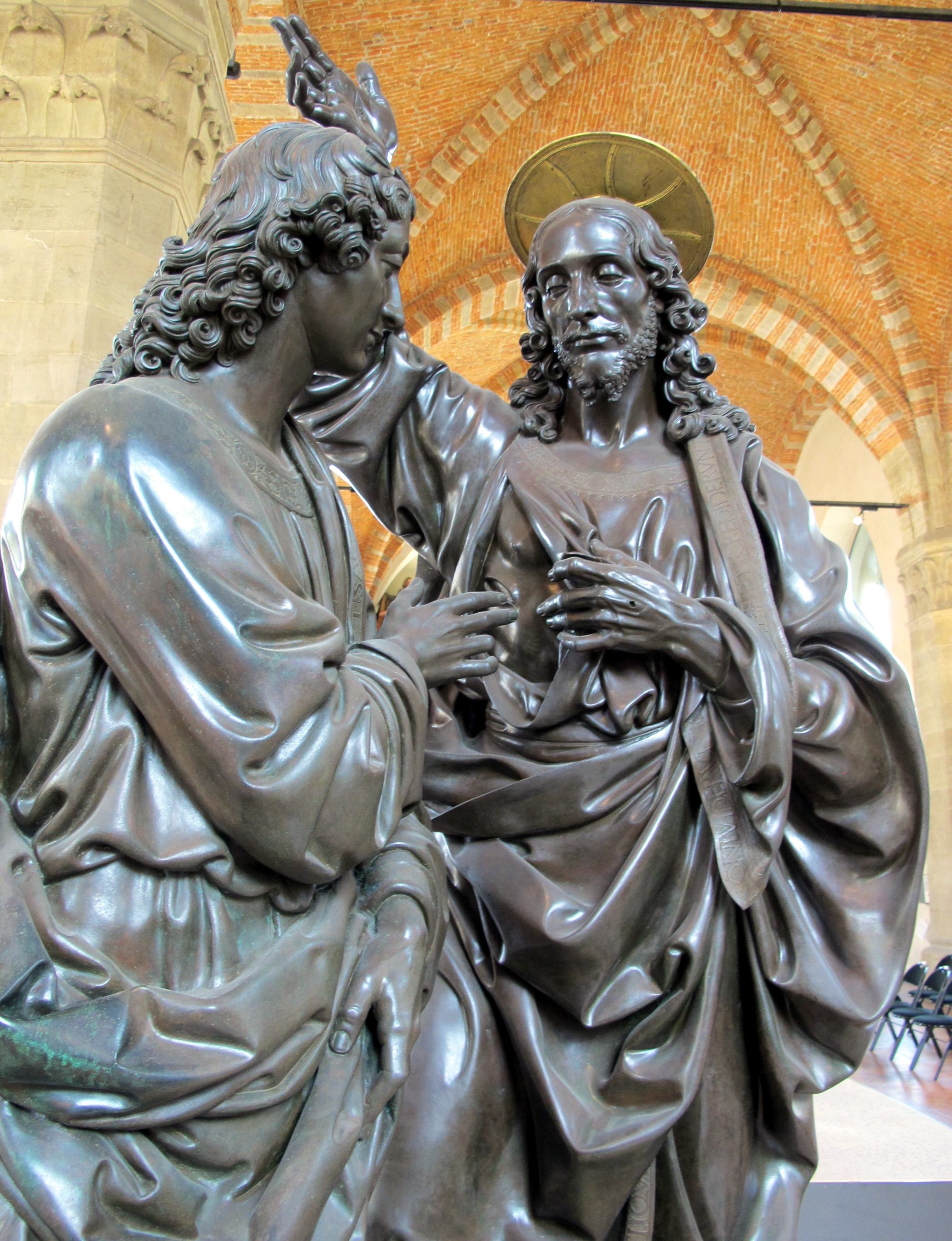
Cristo y Santo Tomás, Andrea del Verrocchio (1467–1483)
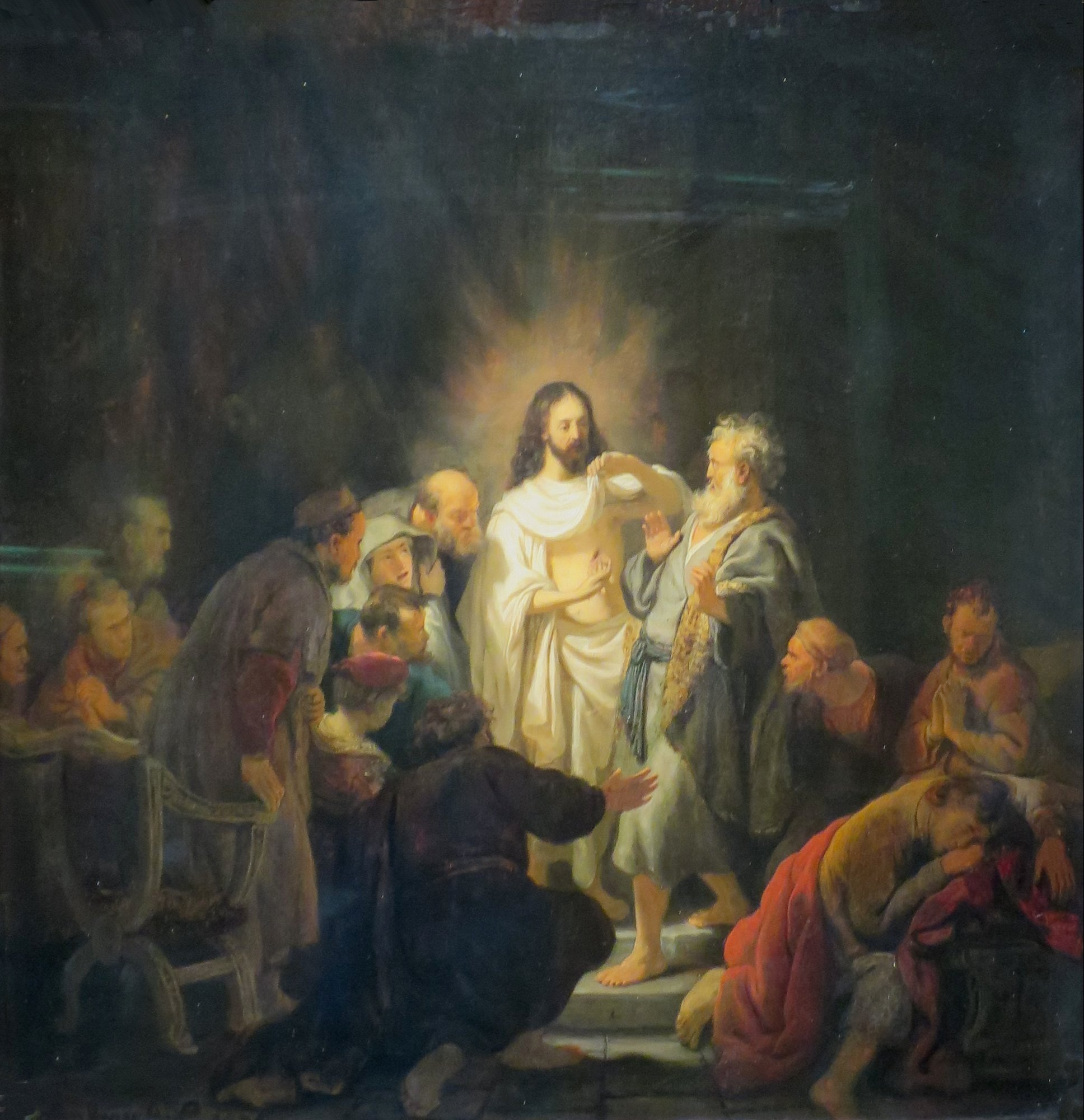
Rembrandt
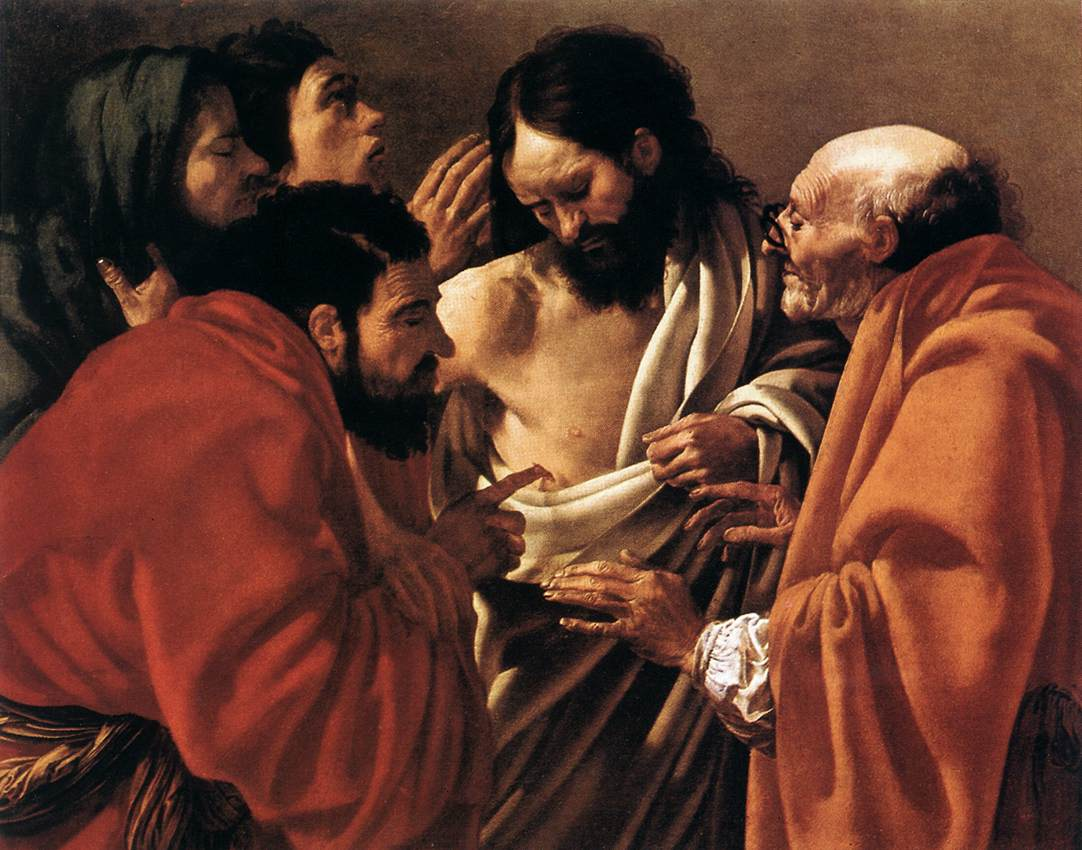
Hendrick ter Brugghen, c. 1622
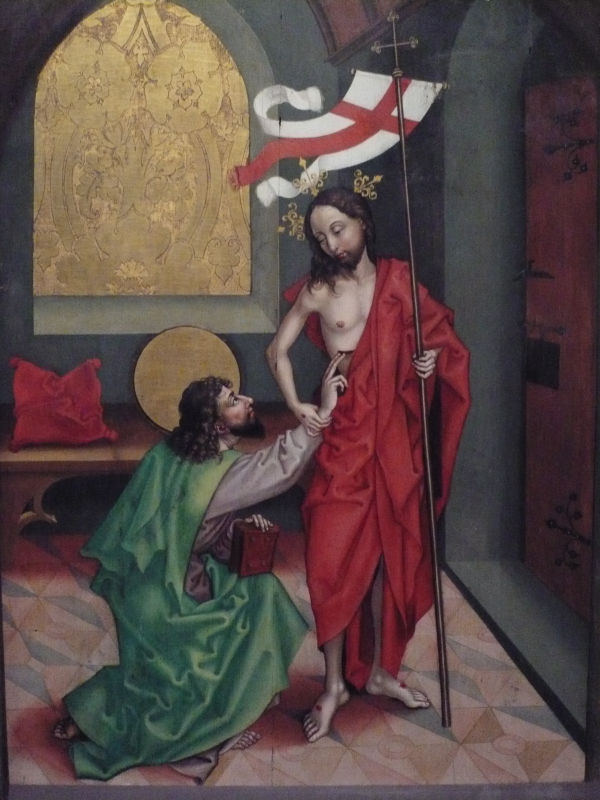
Taller de Martin Schongauer, panel de un altar de finales del siglo XV
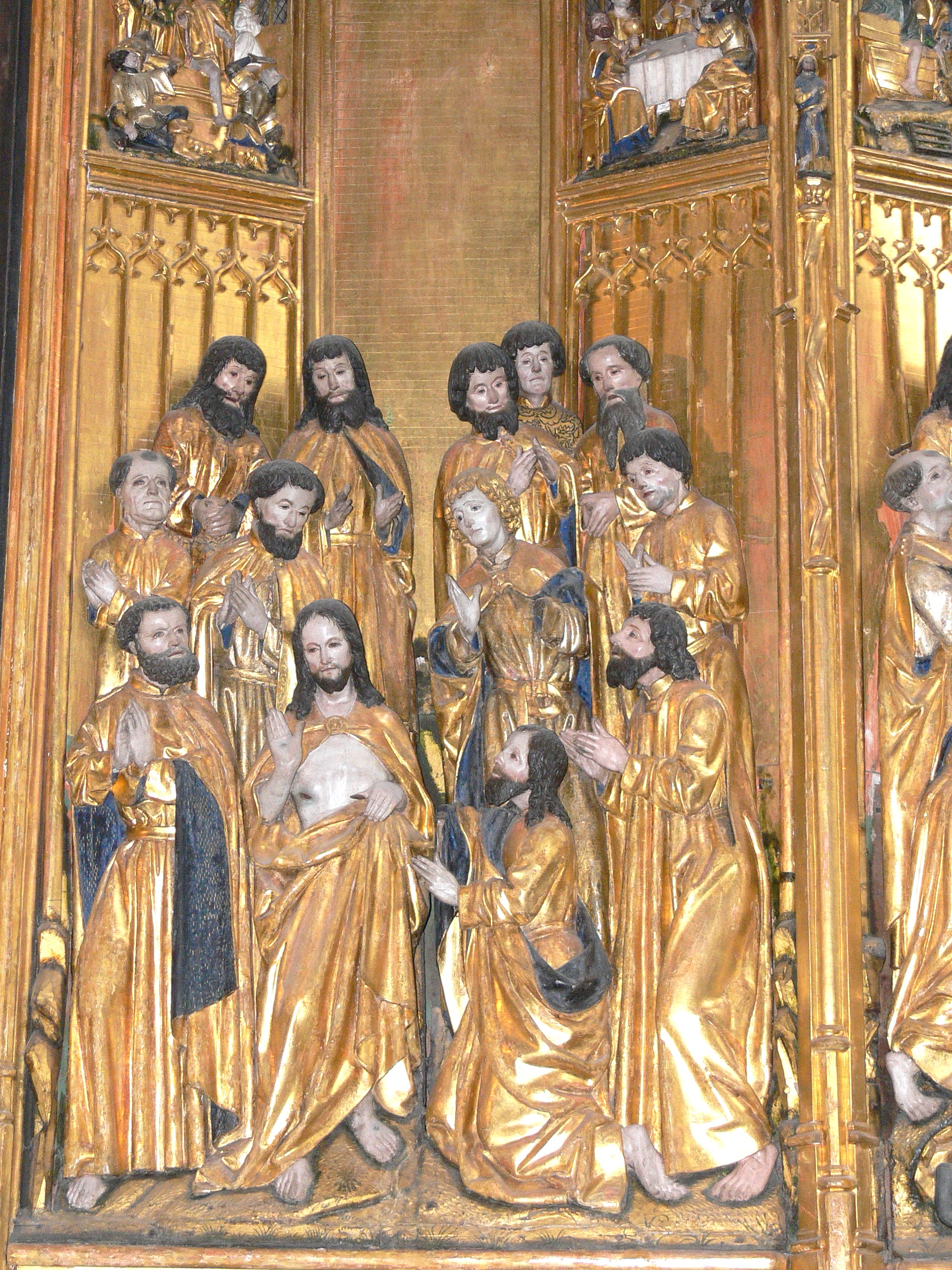
Altar tallado en madera de la Catedral de Strängnäs, Suecia; principios del siglo XVI.
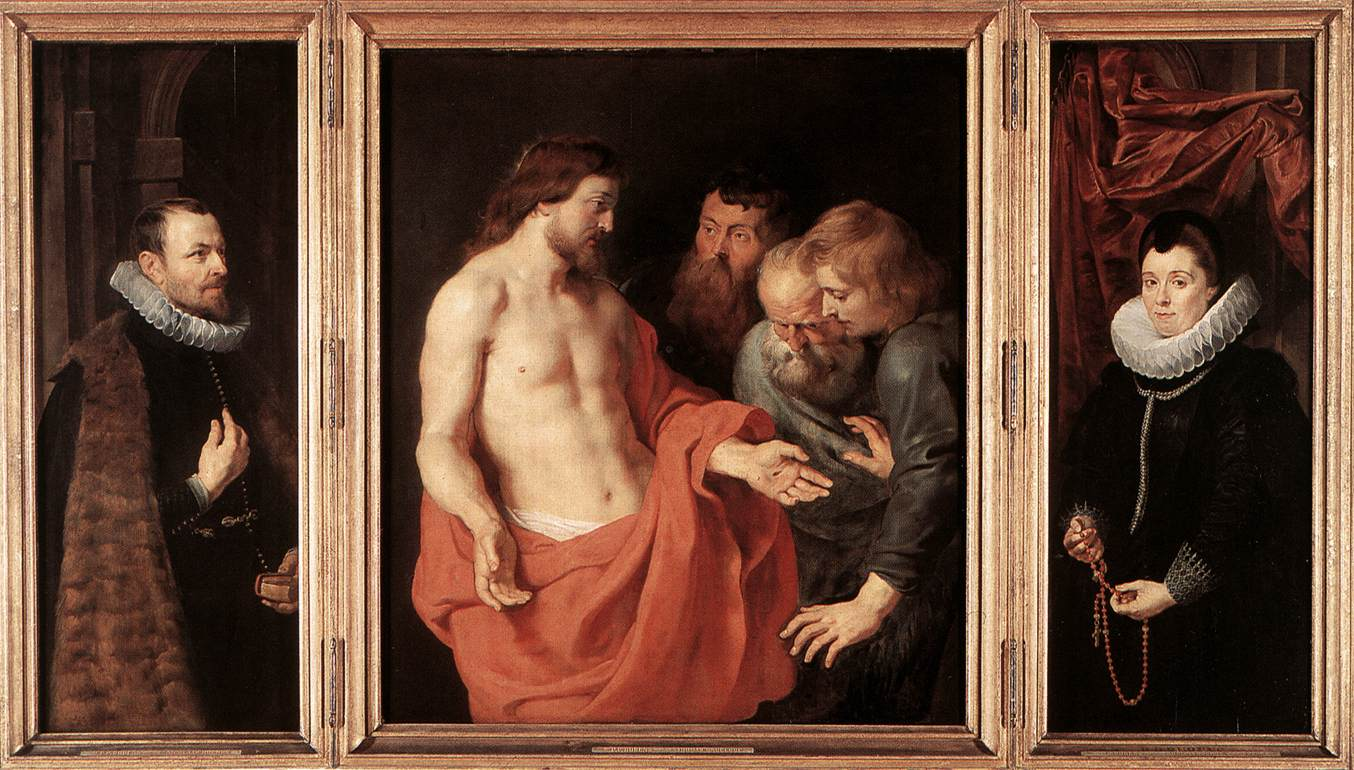
Rubens, tríptico Rockox. En este caso, la llaga es casi inperceptible y se encuentra en el costado erróneo.[15] Retratos de los donantes en los laterales.
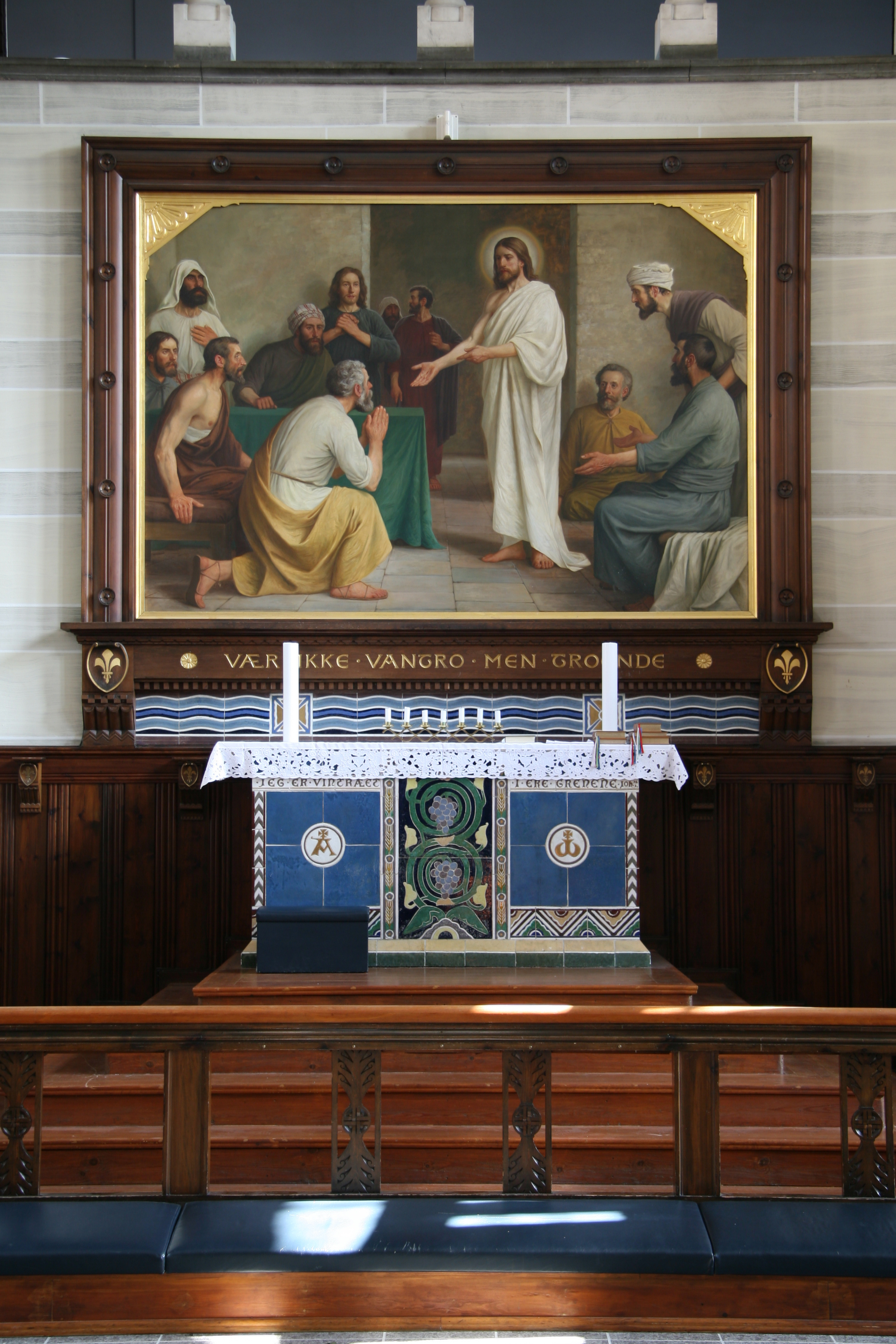
Noli me tangere («no me toques»), composición danesa luterana del siglo XIX
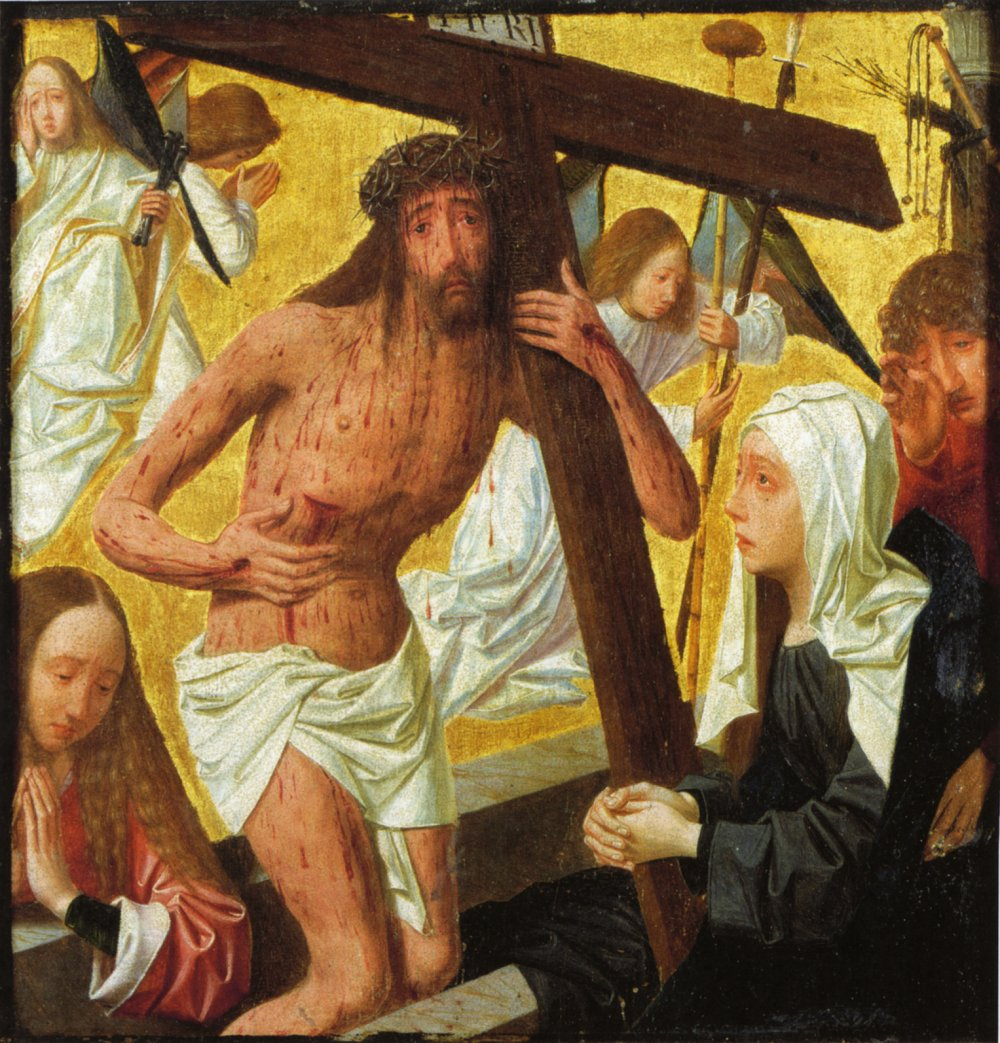
Ostentatio vulnerum o Cristo de las Cinco Llagas especialmente complejo de Geertgen tot Sint Jans (c. 1485–95)
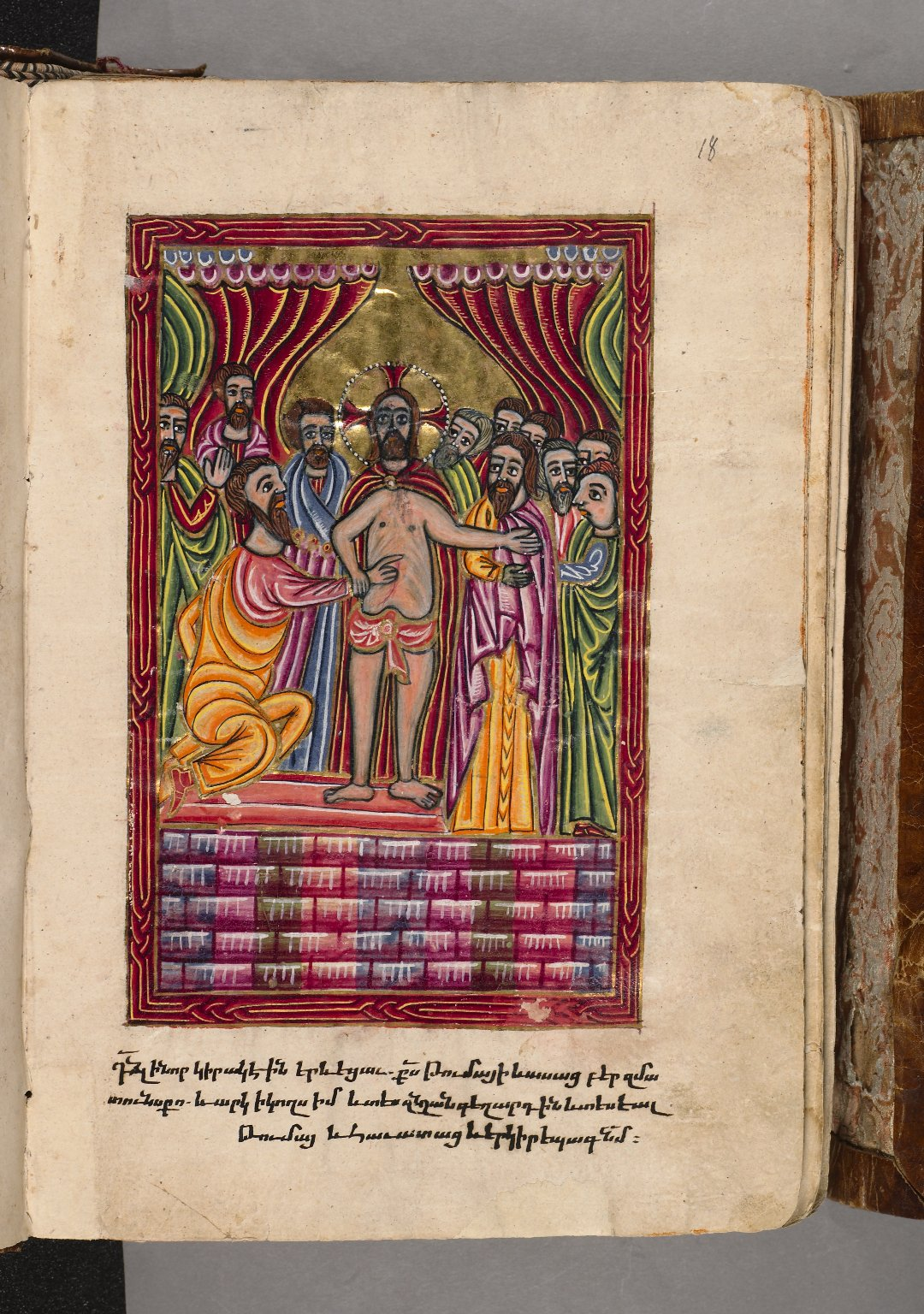
Ilustración de un Evangelio manuscrito armenio de 1609, conservado en la Biblioteca Bodleiana
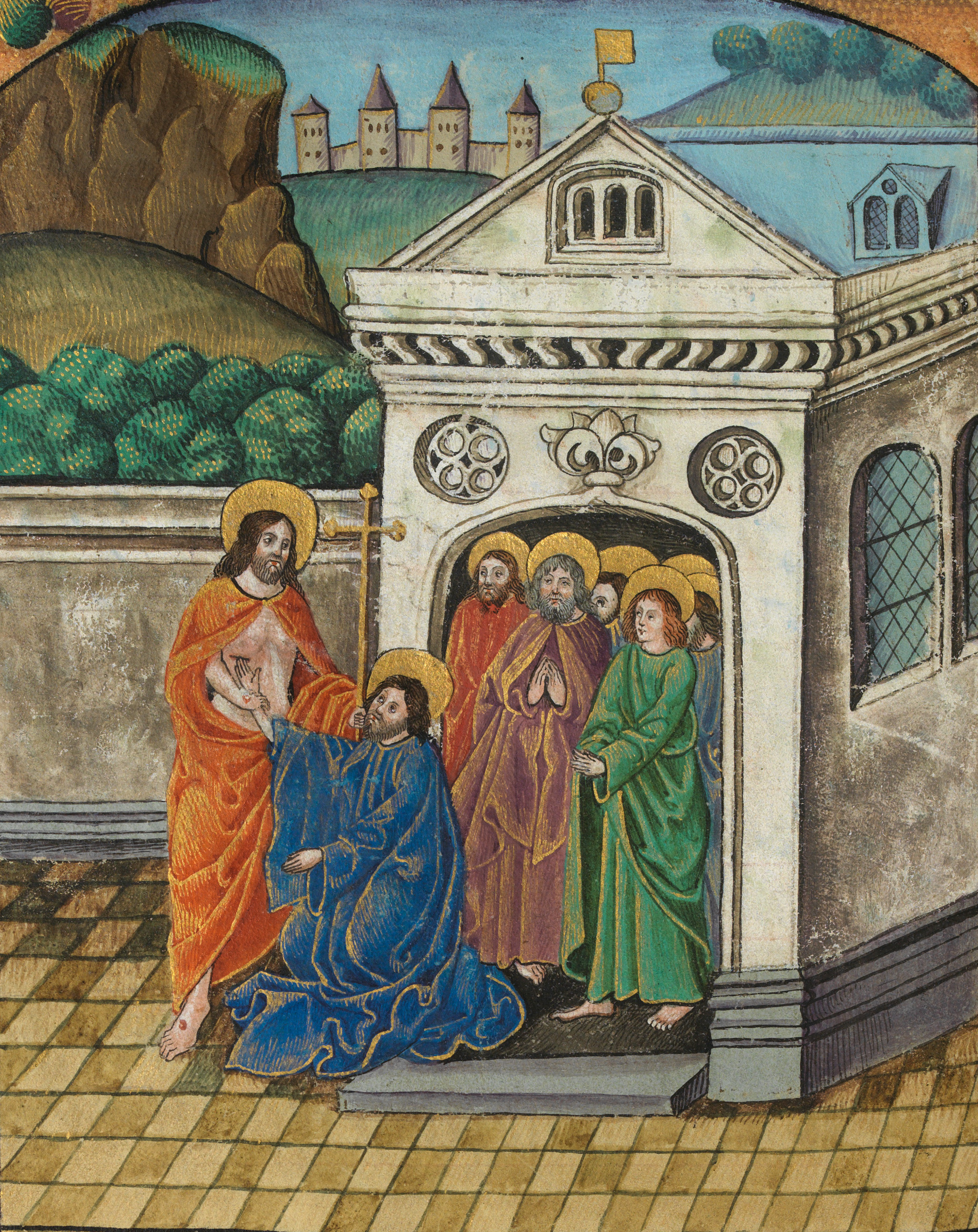
Manuscrito inglés, c.1504
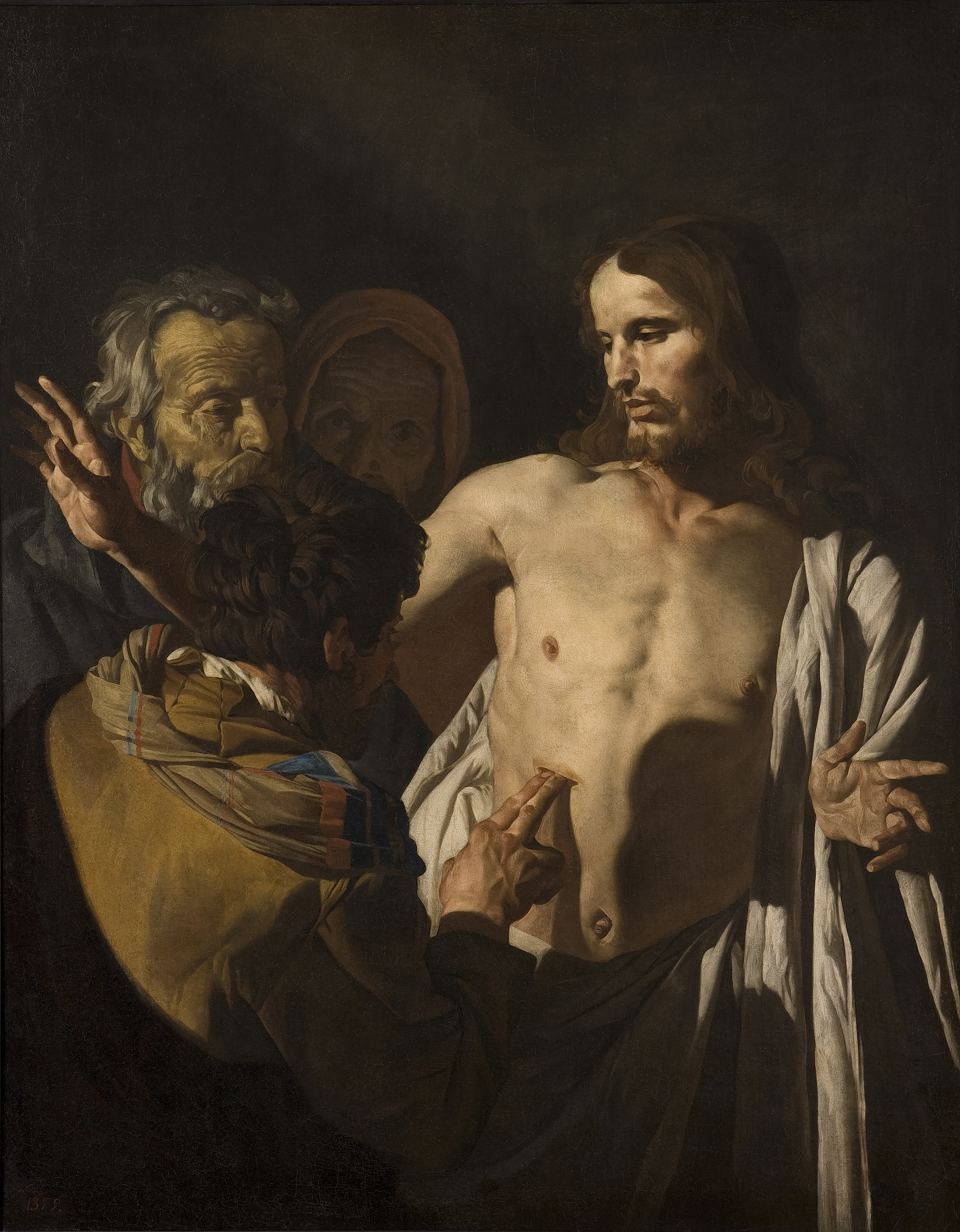
Matthias Stom, ca. 1641-1649, Museo del Prado, Madrid.
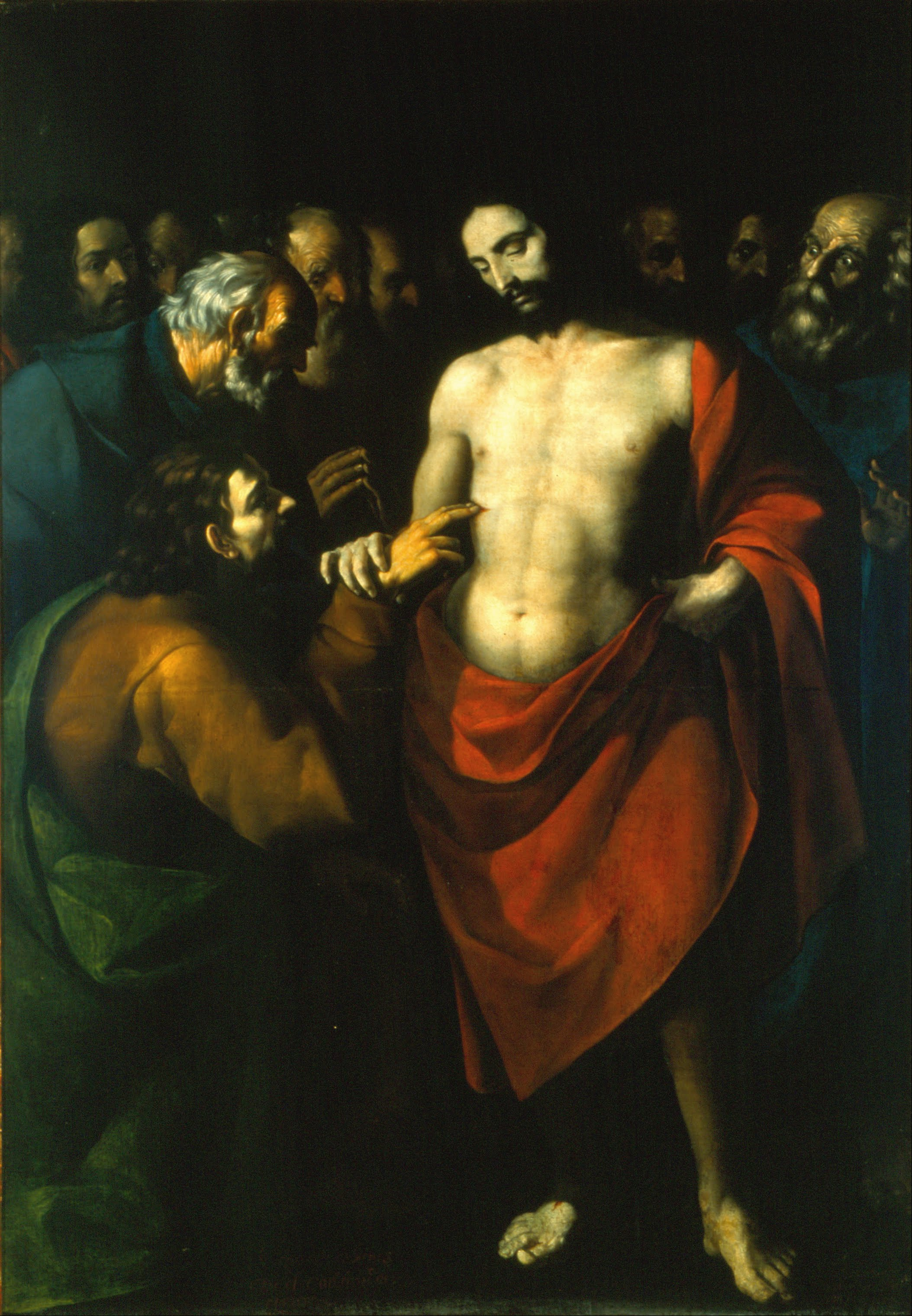
Sebastián López de Arteaga, (1610-1656), Museo Nacional de Arte de México.
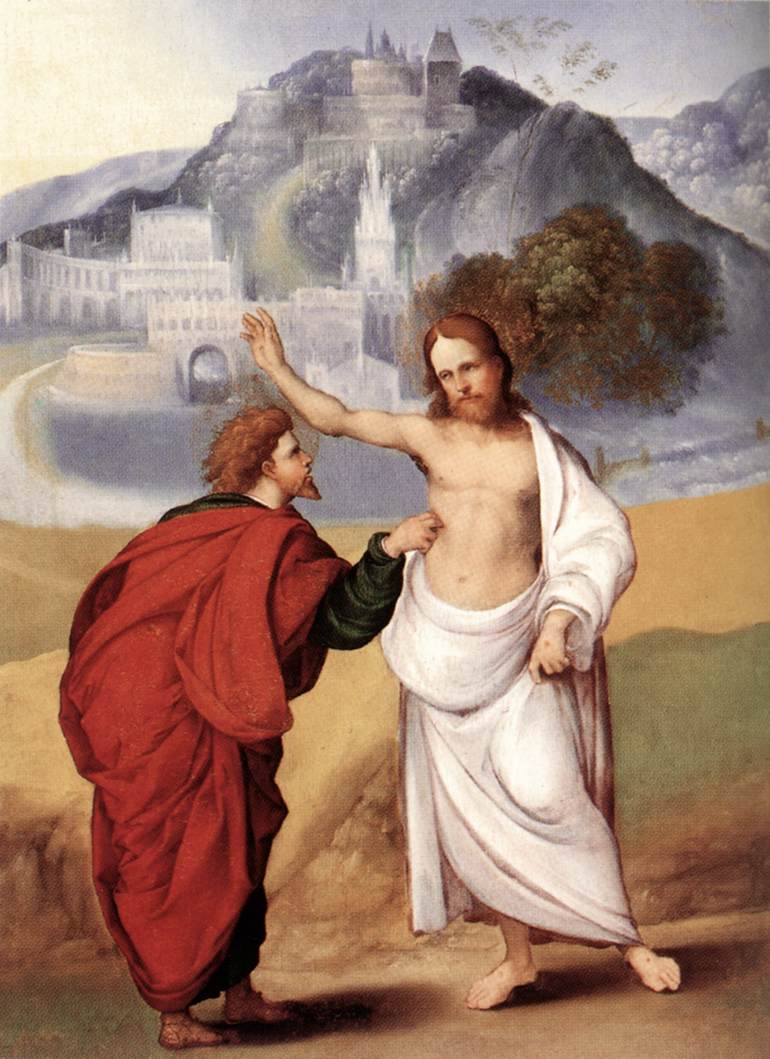
Ludovico Mazzolino (1480-1528) Galleria Borghese, Roma.
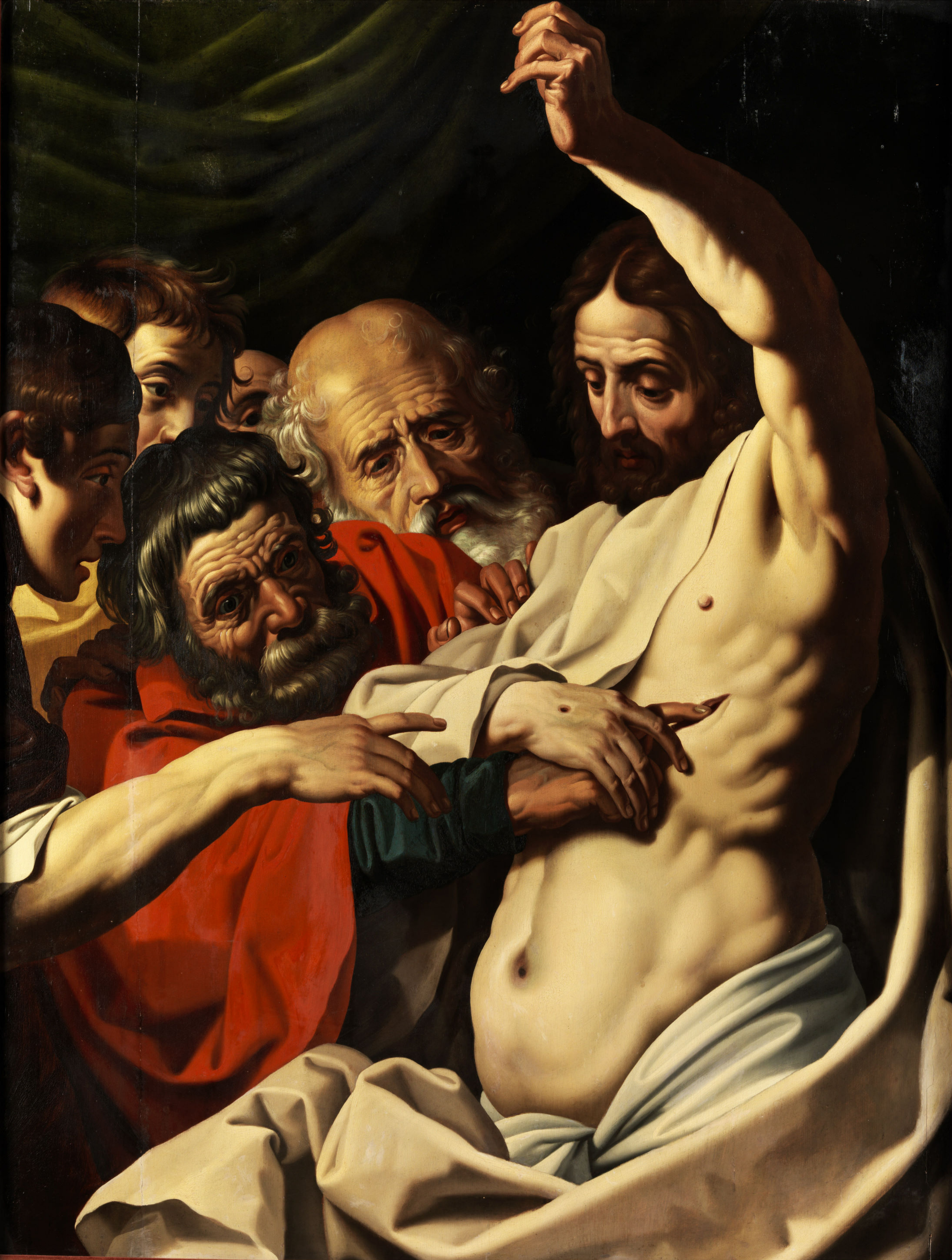
Abraham Janssens (1610-1615)
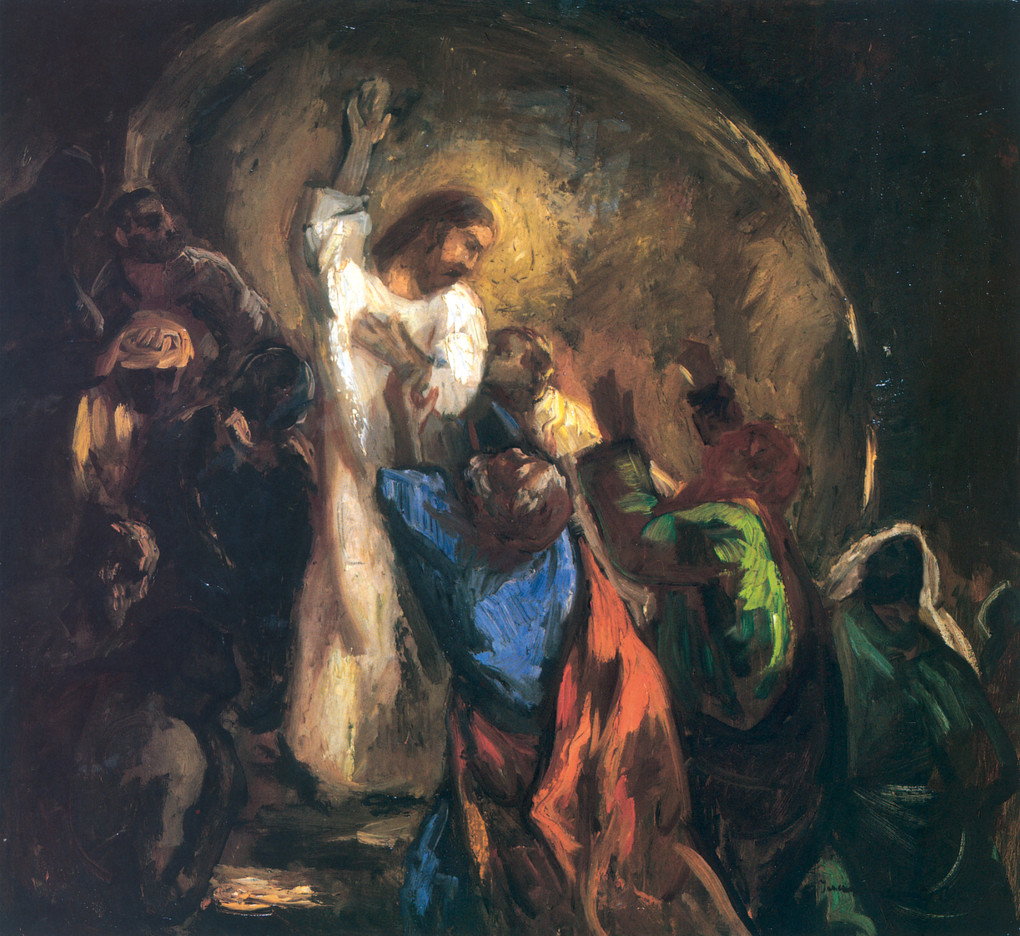
Obra del pintor húngaro Béla Iványi-Grünwald (1867-1940), Galería Nacional Húngara
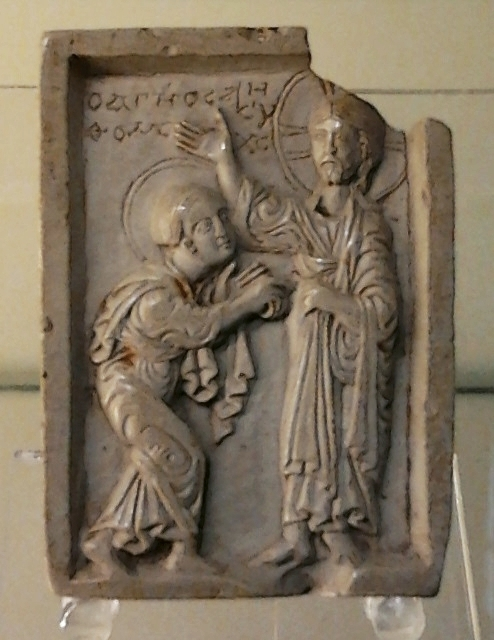
Bajorrelieve del antiguo estado de Rus de Kiev, anónimo, hoy en el Museo Nacional de Varsovia
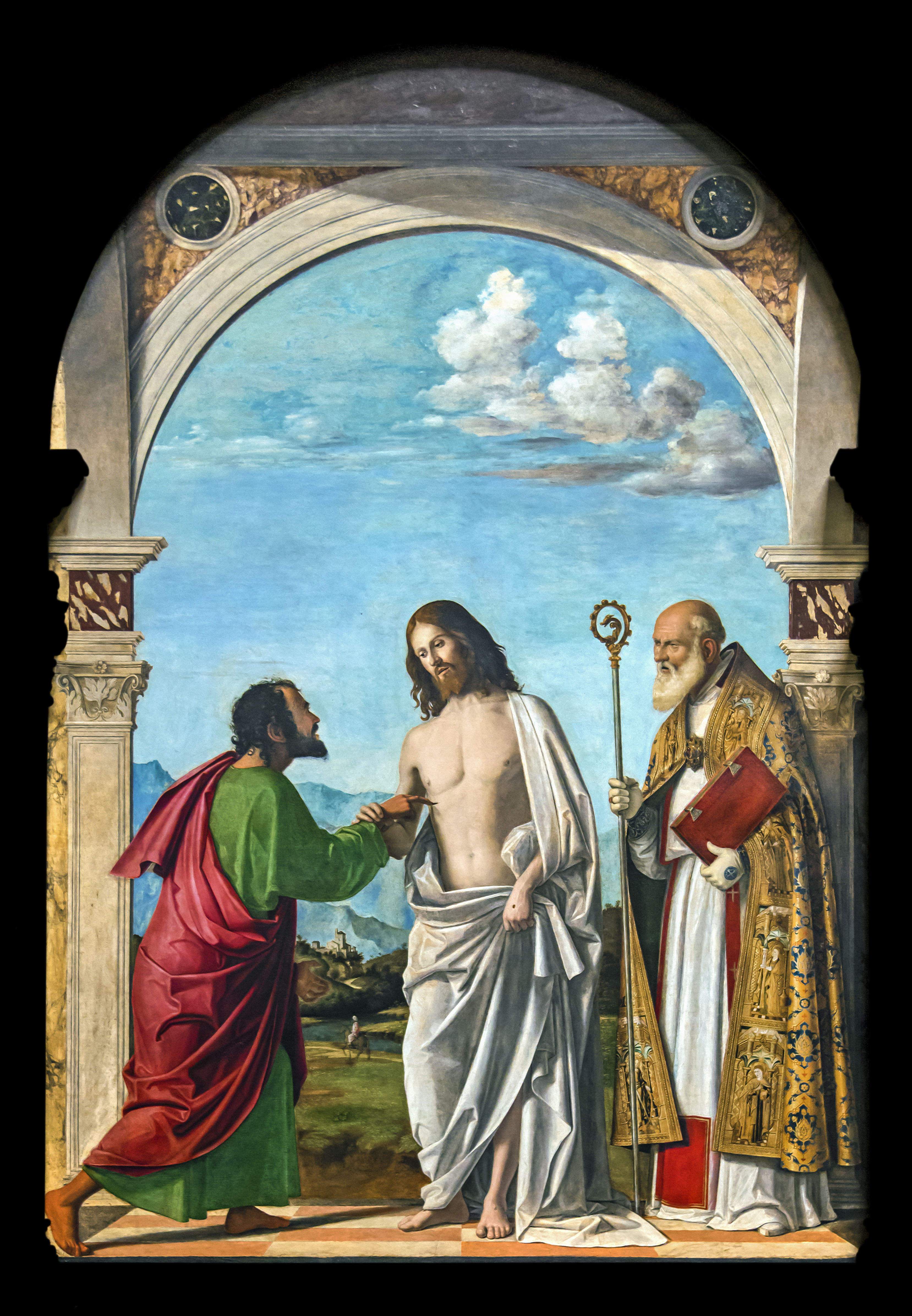
Pintura de Cima da Conegliano, conservado en la Galería de la Academia de Venecia

## Teatro medieval
La dramática naturaleza del episodio figura a menudo en las obras de teatro medieval que narran la vida de Jesús.  Ocupa la totalidad de la Obra 41 del Ciclo de los misterios de York, probablemente fechada entre 1463 y 1477, que dedica 195 estrofas de seis versos a narrar el suceso. Otros ciclos más cortos lo omiten, y en las obras del Misterio de Chester se narra en 70 versos.

## Leyendas relacionadas
Este episodio bíblico generó dos leyendas o historias medievales tardías, que también se reflejan en el arte.

### El cíngulo de Tomás

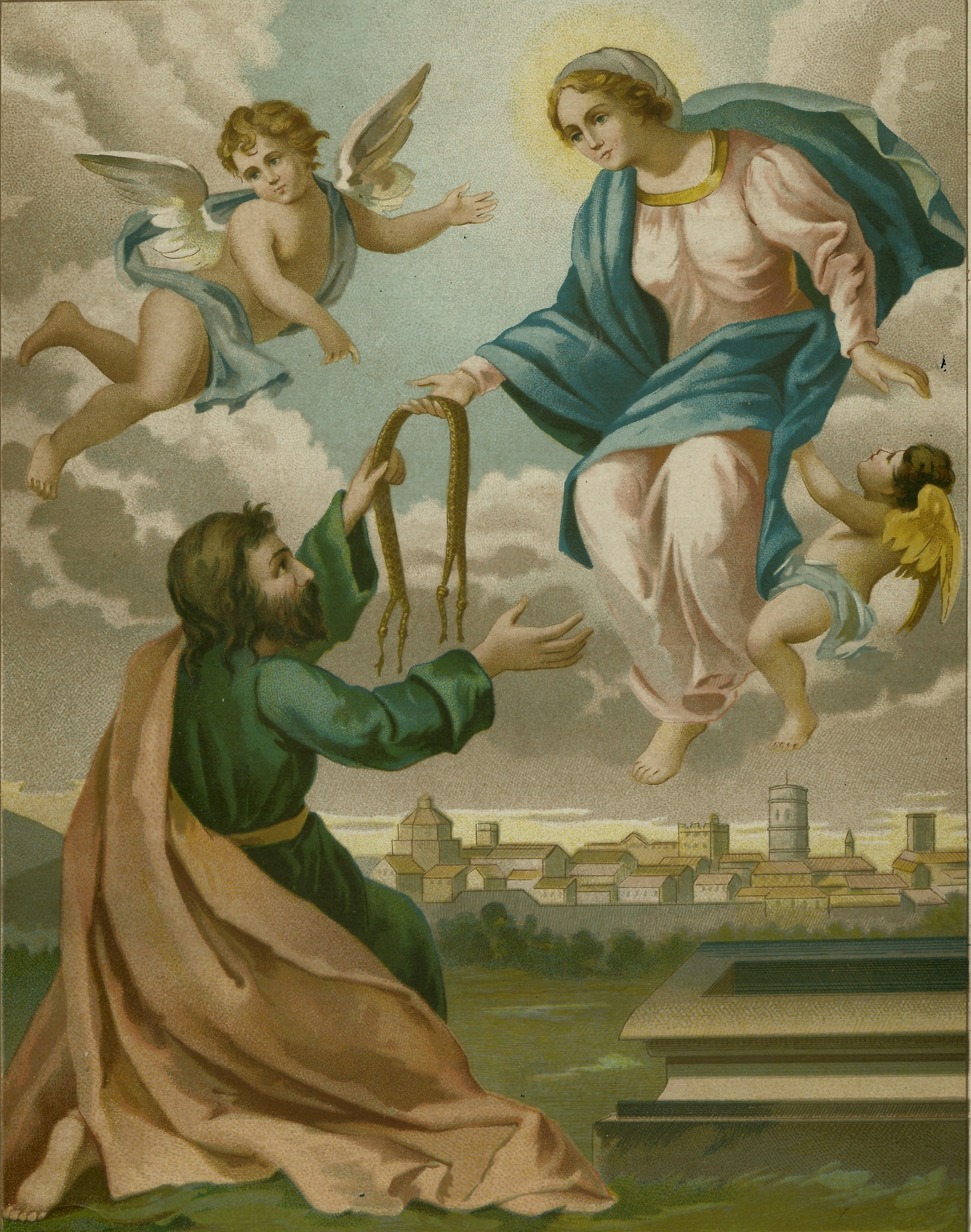
La Sacra Cintola, (Duomo di Prato)

En esta historia, Tomás pierde la oportunidad de asistir a la Asunción de María, en la que estaban presentes los otros apóstoles, por encontrarse regresando de su misión en la India, así que la Virgen María, consciente de la naturaleza escéptica de Tomás, se le aparece y deja caer sobre él el cíngulo (cinturón de tela) que llevaba, para darle una prueba física de lo que había visto. En otras versiones Tomás está presente en la Asunción, y la Virgen deja caer su cíngulo mientras sube al Cielo. En la  Catedral de Prato un supuesto cíngulo (Sacra Cintola) que se considera de gran ayuda para las mujeres embarazadas. Después de que Florencia tomara el control de Prato en 1350-51, el cíngulo empieza estar presente en el arte florentino y aparece en la vestimenta de las vírgenes del Parto, figuras icónicas que muestran a la Virgen embarazada.
La primera versión de la historia es conocida por el nombre de La Virgen del cíngulo en la historia del Arte. Un altar del pintor Palma el Viejo, hoy en la Pinacoteca de Brera (Milán), muestra a la Virgen desprendiéndose de su cíngulo. En otras obras Tomás está atrapando el cíngulo que cae, o ha recibido el cíngulo y lo guarda.

### La incredulidad de Gerónimo
San Francisco de Asís (1181/1182 – 1226) tuvo una visión en 1224, después de que a él mismo le aparecieran estigmas en su propio cuerpo que imitaban las heridas de Jesús y que se mantuvieron hasta su muerte. Según los numerosos seguidores que llegaron a verlo, en las llagas de sus manos y pies parecía que los clavos aún estuvieran en su lugar, y los resaltes de los clavos pudieran moverse. Uno de los primeros biógrafos de Francisco, San Buenaventura (1221 – 1274), relató el caso de un soldado escéptico llamado Gerónimo que tocó y movió los clavos.  Se cree que es Gerónimo el que examina los pies de Francisco en el fresco Muerte y ascensión de san Francisco, obra de Giotto y su taller, ubicado en la capilla Bardi de la Basílica de la Santa Cruz de Florencia. Gerónimo aparece también en otras obras de la Orden Franciscana.